# Tepuihyla obscura
Espèce
Tepuihyla obscura est une espèce d'amphibiens de la famille des Hylidae.

## Répartition
Cette espèce est endémique de l'État de Bolívar au Venezuela. Elle se rencontre à 2 224 m d'altitude sur le Tepuy Chimantá, à 2 172 m d'altitude sur le Tepuy Abakapá et à 2 209 m d'altitude sur le Tepuy Amurí.

## Description
Le mâle holotype mesure 34,56 mm.

## Publication originale
- Kok, Ratz, Tegelaar, Aubret & Means, 2015 : Out of taxonomic limbo: a name for the species of Tepuihyla (Anura: Hylidae) from the Chimantá Massif, Pantepui region, northern South America. Salamandra, vol. 51, no 1, p. 283–314.